# Кленове газоконденсатне родовище
Кленове газоконденсатне родовище — дуже дрібне родовище у Харківській області України, за чотири десятки кілометрів від північно-західної околиці Харкова.

## Опис
Належить до Північного борту нафтогазоносного району Східного нафтогазоносного регіону України.
Родовище відкрила у 2018 році компанія «Укргазвидобування». Всього на території родовища пробурено 2 свердловини, при цьому зі свердловини-відкривачки отримали приплив газу на рівні 30 тис. м3 на добу.
Початкові видобувні запаси родовища за категоріями С1 та С2 оцінюються в 13 млн м3 газу.
З 2019 року родовище введене у дослідно-промислову розробку.